# The Things That I Used to Do
"The Things That I Used to Do" é um blues de doze compassos escrito por Guitar Slim. Sua gravação, feita em Nova Orleães, foi arranjada pelo jovem Ray Charles. Foi lançada pela Specialty Records em 1953 e se tornou um grande sucesso no ano seguinte. Foi um dos maiores sucessos na história da gravadora e ficou na parada  R&B por 42 semanas. A canção ficou em número um por seis semanas e foi o disco de R&B do ano, vendendo mais de um milhão de cópias.
Sendo Guitar Slim um artista de blues, Art Rupe, da Specialty Records, percebeu que seu apelo seria limitado para as plateias rurais sulistas. Entretanto, estações de rádios R&B no Norte tocavam a canção, a transformando em sucesso nacional. Como resultado, Guitar Slim se tornou um intérprete muito requisitado e chegou a tocar no Apollo Theater.

## Composição e gravação
Os arranjos de Charles acompanhado por um piano enfatizam o tom religioso de intenso mas filosóficos arrependimentos na voz do cantor, dando à canção sua influência gospel. Assim como Fats Domino, Guitar Slim tinha uma voz com um som menos adulto que os típicos cantores de blues da época, e sua letra é menos explicitamente sexual.
A canção precisou de inúmeros takes para se gravar. Jones sempre parava de tocar no meio da canção por alguma razão, e os músicos tinham que começar do início novamente. Mesmo no take que foi utilizado para o lançamento, Jones retomou o vocal após o refrão instrumental meio compasso antes, cantando e tocando duas batidas à frente da banda nos primeiros oito compassos do refrão final. No final da canção Charles grita "yeah!" assim que percebe que finalmente chegaram até o fim.

## Legado
A canção foi um grande sucesso, influenciando grandemente o rock and roll demonstrando o sucesso comercial usando um conteúdo que apelava aos ouvintes brancos e pela eficácia do sentimento gospel. Se tornou uma canção standard como resultado da distintiva guitarra de Guitar Slim e da melodia. Teve um grande impacto sobre o "som elétrico" do rock. Está listada como no Rock and Roll Hall of Fame como uma das 500 canções que moldaram o rock and roll. Também contribuiu para o desenvolvimento da soul music.
A canção ganhou covers de muitos artistas:
- Albert Collins
- Ike & Tina Turner
- Stevie Ray Vaughan
- Junior Parker
- Muddy Waters
- Lightnin' Slim
- Jimi Hendrix
- Freddie King
- Chuck Berry
- Big Joe Turner, 1977
- Elvin Bishop e Grateful Dead, em apresentações apenas, 1969[7]
- G. Love and Special Sauce, 1994
- Buddy Guy
- Luther Allison
- John Mayer
- Dan Auerbach, com sua pré–Black Keys banda, os Barnburners
- Richie Havens
- James Brown, cuja regravação de 1964[8] alcançou o número 99 da parada the pop[9]
- Sanchez